# Angband (videogioco)
Angband è un videogioco roguelike derivato da Umoria (il porting per Unix in C di un gioco chiamato Moria). Il nome deriva dalla fortezza di Angband, che nella mitologia di J. R. R. Tolkien (da cui il gioco prende ispirazione) è la fortezza di Morgoth. Il gioco è attualmente disponibile per tutti i principali sistemi operativi tra i quali Windows, Unix e MacOS.

## Modalità di gioco
Il tema del gioco è ispirato a quello tipico dei giochi di ruolo. Il giocatore, dopo aver scelto le caratteristiche del personaggio che intende impersonare, può esplorare fino a cento livelli dei sotterranei di Angband in cui deve cercare, attraverso le proprie azioni, di accumulare abbastanza equipaggiamento ed esperienza per poter sconfiggere Morgoth. Ogni volta che il giocatore cambia livello viene generata casualmente una nuova mappa, per questo motivo il gioco risulta essere sempre diverso.
Il tema principale è quindi quello della gestione di un insieme limitato di oggetti che possono essere portati con sé (o conservati nella propria "base") tra tutti quelli trovati, cercando di individuare l'equipaggiamento ottimo per continuare l'avventura.
Anche se stilisticamente molto diverso, il gioco viene spesso paragonato a NetHack, anche se a differenza di quest'ultimo assume maggiore importanza l'aspetto tattico e di combattimento.

## Storia
La prima versione è stata creata da Alex Cutler e Andy Astrand all'Università di Warwick nel 1990. Sean Marsh e Geoff Hill, studenti della stessa università continuarono la manutenzione di Angband in seguito all'abbandono di Cutler e Astrand.
Con la versione 3.0 vennero introdotte da Robert Rühlmann, che divenne il manutentore del progetto dal 2000, e da Jonathan Ellis numerose modifiche alle parti costituenti del gioco (oggetti e mostri da affrontare). Da un punto di vista tecnico quella versione vide l'introduzione del linguaggio di scripting Lua per l'implementazione di alcune funzioni con l'intenzione di semplificare lo sviluppo del codice, ma tale scelta venne in seguito abbandonata.
Dopo che nel 2005 Rühlmann abbandonò il progetto, si susseguirono diversi manutentori. L'ultima versione del gioco è la 3.1.0 beta che è stata pubblicata nel gennaio del 2009 da Andrew Sidwell.
Il codice sorgente di Angband è disponibile e può essere modificato e ridistribuito, ma non è software libero in senso stretto perché ha una licenza "per scopi non commerciali", identica a quella del programma da cui deriva, Moria. Si sta tentando però di pubblicare Angband anche sotto una licenza GNU GPL. Un vantaggio di ciò sarebbe la possibilità di distribuire il gioco anche con le distribuzioni commerciali di Linux.

## Varianti
Esiste un numero notevole di varianti del gioco, ciascuna diversa per scopo e profondità delle modifiche. Le varianti più note sono:
- ZAngband
- ToME
- NPPAngband
- EyAngband
- Hengband
- OAngband
- Steamband

## Comunità
Il gruppo di Usenet rec.games.roguelike.angband è il luogo dove vengono discussi tutti gli aspetti del gioco. È anche disponibile un canale IRC, #angband sulla rete WorldIRC (irc.worldirc.org).